# Gyomaendrőd
Gyomaendrőd est une ville et une commune du comitat de Békés en Hongrie.

## Personnages célèbres
- Daisy Lee, actrice pornographique

## Édifices et lieux d'intérêt

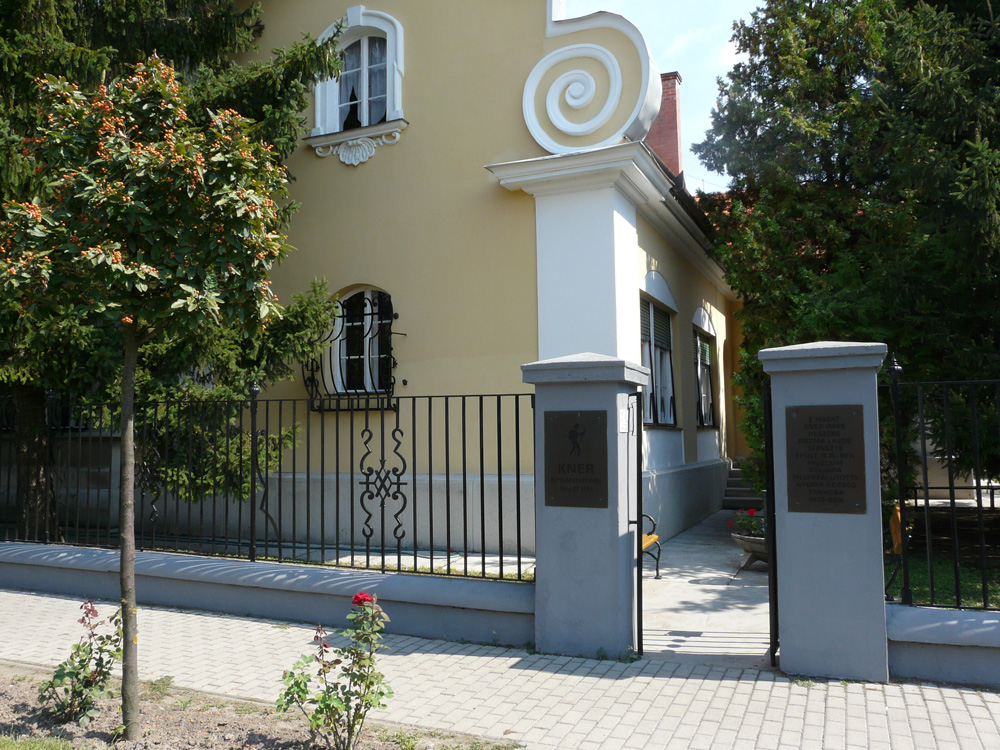
Le musée de l'imprimerie Kner Nyomda

## Villes jumelées
- Schöneck (Allemagne)[1]